# Изабрани
Изабрани (енгл. The Chosen) америчка је телевизијска серија коју је створио Далас Џенкинс. Прва је вишесезонска серија о животу Исуса из Назарета. Радња се одвија у 1. веку нове ере на простору Јудеје и Галилеје, а усредсређује на Исуса и људе који су га упознали и следили. Улога Исуса припала је глумцу Џонатану Румију.
Продукција је финансирана путем каруфандинга, односно групног финансирања, чиме је постала најуспешнији кинематографски пројекат у историји који је настао на овај начин. Серија се емитује бесплатно путем сопствене апликације, уз модел плаћања за гледаоце који желе да допринесу финансирању пројекта. Додатни приход долази од лиценцирања за друге стриминг-платформе, ТВ станице и биоскопе. Снимање је почело на изнајмљеним сетовима у Тексасу. Црква Исуса Христа светаца последњих дана је касније понудила употребу филмског сета Јерусалима коју је створила у Јути. Након успеха прве две сезоне, продуценти серије су се удружили с две хришћанске фондације како би изградили комплекс у Тексасу заједно са звучном сценом, радионицама и репликом Капернаума.
Процењује се да је преко 280 милиона људи широм света погледало барем део серије путем њене апликације или платформи за стриминг, што је чини једном од најгледанијих серија на свету. Добила је изузетно позитивне рецензије критичара и гледалаца. Освојила је више награда. Међународни дистрибутер серије је Lionsgate, док је фондација Come and See задужена за превођење на друге језике.

## Радња
Прва сезона описује како је Исус почео да гради своју групу ученика током 1. века нове ере у Галилеји, позивајући људе различитог порекла да уче с њим. Док чини своја прва чуда, као што је претварање воде у вино у Кани, Исуса прате Марија, Тадеј, Мали Јаков, Симон, Андреј, Велики Јаков, Јован, Тома и Матеј. Након Исусовог сусрета са Никодимом, Исусова група путује кроз Самарију, где Исус започиње своје јавно деловање након што се открио Фотини, Самарјанки.
Друга сезона се одвија у Сирији и Јудеји, где Исус и даље гради своју групу ученика. Док наставља да чини чуда, као што је исцељење раслабљеног, уз припреме за значајну проповед, Исус позива ученика Јована Крститеља по имену Филип, као и Натанаила и Симона З. Како се Исусова реч шири, он се сусреће са новим могућностима, али и потешкоћама. Сезона се завршава припремама за Исусову беседу на гори уз помоћ Јуде Искариотског.
Трећа сезона приказује растућу Исусову популарност док се враћа у Капернаум, што узнемирава различите друштвене и политичке групе, међу којима су Римљани и Фарисеји. Након беседе на гори, Исус шаље својих дванаест апостола, два по два, да проповедају и чине чуда без њега, где се они суочавају са највећим изазовом до сада. Исус се затим враћа у свој родни Назарет, што доводи до промене у години његове популарности. После вишеструких чудесних догађаја, сезона се завршава у Декаполису и на Галилејском језеру, где Исус храни хиљаде људи, а затим хода по води.
Четврта сезона почиње страдањем Јована Крститеља, а одвија се у последњој години Исусовог јавног деловања, док му се противници приближавају а његови ученици боре да одрже корак с њим. Док Исус чини своја последња чуда и преображава своје следбенике, као што је промена Симоновог имена у Петар, они напуштају Капернаум и путују у Јудеју и Переју, где се суочавају са новим изазовима. Када се јеврејске верске вође придруже римским властима након што је Исус подигао Лазара из мртвих, сезона се завршава Исусовим одласком у Јерусалим.

## Епизоде
| Сезона | Сезона           | Епизоде          | Епизоде          | Оригинална објава  | Оригинална објава  |
| Сезона | Сезона           | Епизоде          | Епизоде          | Премијера          | Финале             |
| ------ | ---------------- | ---------------- | ---------------- | ------------------ | ------------------ |
|        | Пилот            | Пилот            | Пилот            | 24. децембар 2017. | 24. децембар 2017. |
|        | 1.               | 8                | 8                | 21. април 2019.    | 26. новембар 2019. |
|        | 2.               | 8                | 8                | 4. април 2021.     | 11. јул 2021.      |
|        | Божићни специјал | Божићни специјал | Божићни специјал | 1. децембар 2021.  | 1. децембар 2021.  |
|        | 3.               | 8                | 8                | 11. децембар 2022. | 7. фебруар 2023.   |
|        | 4.               | 8                | 8                | 2. јун 2024.       | 30. јун 2024.      |
|        | 5.               | 8                | 8                | 15. јун 2025.      | 29. јун 2025.      |